# NGC 450
NGC 450 è una galassia a spirale situata nella costellazione della Balena, scoperta nel 1785 da William Herschel. 
NGC 450 appare con una compagna ravvicinata, UGC 807 (o PGC 4545), in direzione nord-est. Tuttavia, dato che UGC 807 presenta uno spostamento verso il rosso sei volte maggiore di NGC 450, si tratta solo di una vicinanza prospettica.